# Église Saint-Pierre-et-Saint-Paul de Jagodina
Pour les articles homonymes, voir Église Saint-Pierre-et-Saint-Paul.
L'église Saint-Pierre-et-Saint-Paul de Jagodina (en serbe cyrillique : Црква Цветих апостола Петра и Павла у Јагодини ; en serbe latin : Crkva Cvetih apostola Petra i Pavla u Jagodini) est une église orthodoxe serbe serbe située à Jagodina et dans le district de Pomoravlje en Serbie. Elle est inscrite sur la liste des monuments culturels protégés de la république de Serbie (no SK 1596),,.

## Présentation

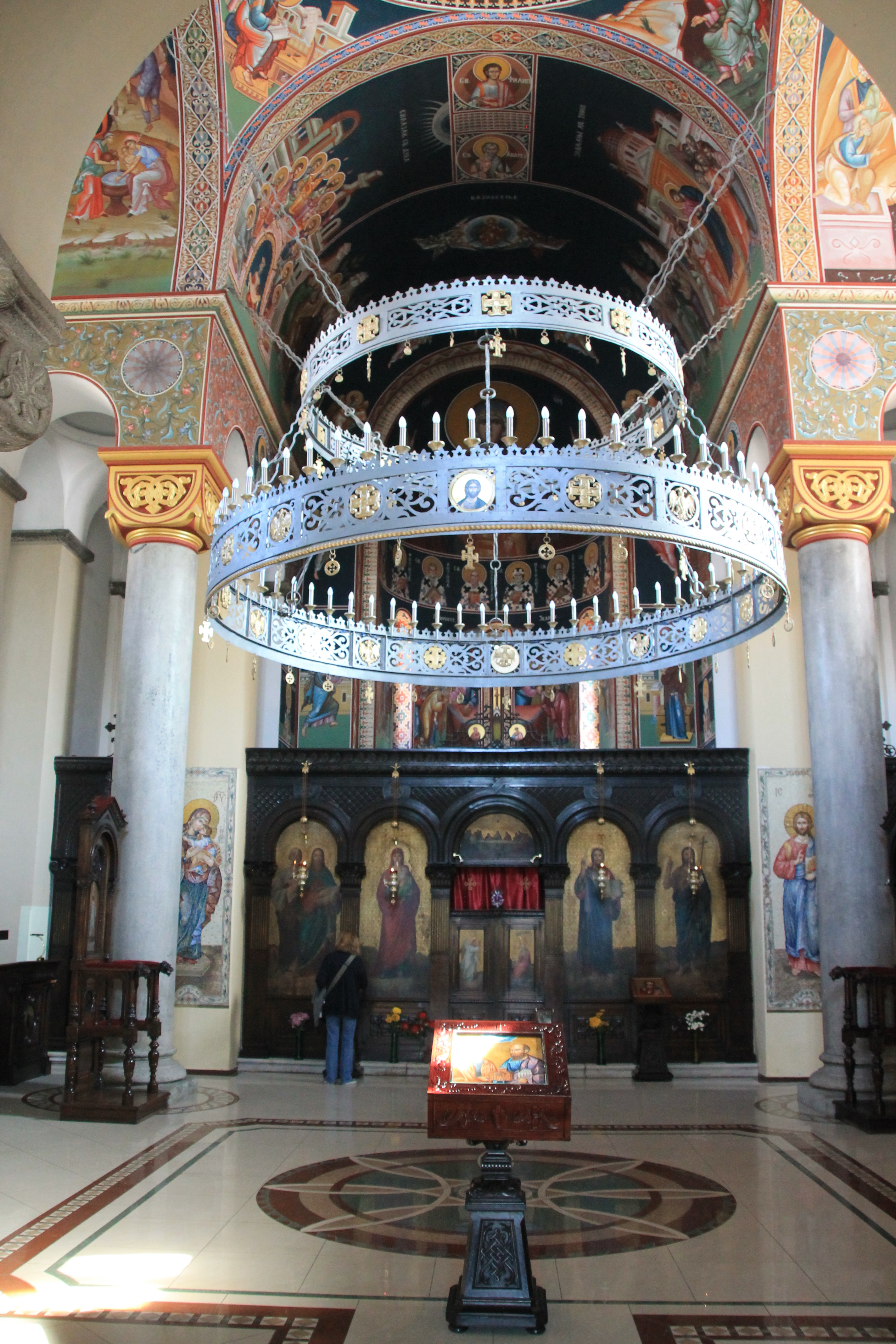
L'intérieur de l'église.

L'église Saint-Pierre-et-Saint-Paul, également connue sous le nom de « nouvelle église » (Nova crkva), a été construite sur des plans de l'architecte Dušan Živanović de Belgrade. Elle a été construite entre 1870 et 1899,. Par son architecture, elle est caractéristique du style serbo-byzantin, inspiré par celui de la Serbie médiévale, qui s'est développé à partir de la fin du XIXe siècle,,.
L'église s'inscrit dans un plan cruciforme ; elle est dotée de cinq dômes,, dont un grand dôme central qui, à l'intérieur, repose sur quatre piliers massifs ; à chacune des extrémités de la croix se trouve un dôme de moindre dimension. L'abside qui prolonge la partie de l'autel est particulièrement spacieuse. Les deux bras du transept sont surmontés de galeries ; une autre galerie, au-dessus de l'entrée principale, a servi autrefois pour les chanteurs lors des célébrations liturgiques.
À l'extérieur, les portes de l'édifice sont ornées de motifs en pierre. Le portail occidental est précédé d'un petit porche soutenu par deux pilastres et par deux piliers en marbre qui se terminent par des chapiteaux ornés de motifs végétaux, ; au-dessus du porche se trouvent quatre grandes ouvertures séparées par des colonnettes en grès ; ces fenêtres sont surmontées par de petites rosaces. Tout au long de l'église courent des bandes décoratives en terre cuite.
L'iconostase en noyer, a été réalisée par le sculpteur sur bois belgradois Miloš Vlajković ; les icônes ont été peintes par Živko Jugović dans un style qui rappelle la peinture baroque.
Le clocher, séparé du reste de l'église, obéit aux mêmes principes architecturaux,.